# Anii 770

## Evenimente
- Califul abbasid Al-Mansur pune bazele orașului Bagdad.
- Carol cel Mare conduce un război împotriva saxonilor pe care îi învinge.